# Samostan Majke Divne Sestara milosrdnica na Stupu
Samostan Majke Divne je rimokatolički samostan Sestara milosrdnica sv. Vinka Paulskog na Stupu. Nalazi se u Dobrinjskoj 103. Ponovno je otvoren 13. listopada 2007. godine.